# Bahamaanse voetbalbond
De Bahamas Football Association of Bahamaanse voetbalbond (BFA) is een voetbalbond van de Bahama's. De voetbalbond werd opgericht in 1967 en is ook lid van de CONCACAF. In 1968 werd de bond lid van de FIFA.
Het organiseert onder andere het Grand Bahama Football League (clubcompetitie voor mannen). De voetbalbond is ook verantwoordelijk voor het Bahamaans voetbalelftal.